# Kars
Kars (armensk: Ղարս eller Կարս, kurdisk: Qers, aserbajdsjansk: Qars) er en by i det nordøstlige Tyrkiet og er hovedby i provinsen med samme navn. Kars ligger i 1.700 meters højde over havet og har med omkring 96.700(2023) indbyggere. Byen har en over tusind år gammel historie og er præget af sin beliggenhed ved grænsen til Armenien og tidligere Sovjetunionen. Byen havde en stor armensk befolkning frem til folkemordet på armenerne under 1. verdenskrig. 

## Galleri
- Udsigt over Kars
- Citadellet i Kars
- Apostlenes kirke i Kars